# Perjódsav
A perjódsav a jód legmagasabb oxidációs számú oxosava, benne a jód oxidációs száma VII. A perjodátokhoz hasonlóan két formája létezik: ortoperjódsav, ennek kémiai képlete H5IO6, illetve a metaperjódsav, HIO4.
Heinrich Gustav Magnus és C. F. Ammermüller fedezte fel 1833-ban.

## Szintézise
A modern ipari eljárás a jódsav elektrokémiai oxidációja PbO2 anódon:
H5IO6 + H+ + 2 e− → IO−3 + 3 H2O  E° = 1,6 V
Az ortoperjódsav 100 °C-ra történő melegítéssel metaperjódsavvá dehidratálható:
HIO4 + 2 H2O ⇌ H5IO6
További, mintegy 150 °C-ra történő melegítés hatására nem a várt dijód-heptoxid (I2O7) anhidrid, hanem jód-pentoxid (I2O5) keletkezik. Metaperjódsav különböző ortoperjodátokból is előállítható híg salétromsavas kezeléssel.
H5IO6 → HIO4 + 2 H2O

## Tulajdonságai
Az ortoperjódsavnak több savi disszociációs állandója is van. A metaperjódsav pKa-ja nem ismert.
H5IO6 ⇌ H4IO−6 + H+,  pKa = 3,29
H4IO−6 ⇌ H3IO2−6 + H+,  pKa = 8,31
H3IO2−6 ⇌ H2IO3−6 + H+,  pKa = 11,60
Mivel a perjódsavnak két formája van, ebből következően kétféle perjodát sót képez. A nátrium-metaperjodát (NaIO4) például HIO4-ból állítható elő, míg a nátrium-ortoperjodát (Na5IO6) szintézise H5IO6-ból valósítható meg.

### Szerkezete
Az ortoperjódsav monoklin kristályokat alkot (tércsoportja P21/n), melyekben a kissé deformált IO6 oktaédereket hídhelyzetű hidrogének kapcsolják össze.
A metaperjódsav kristályaiban is IO6 oktaéderek találhatók, ezek azonban közös cisz-élek révén kapcsolódó hídhelyzetű oxigénatomokkal egydimenziós végtelen láncot alkotnak.

## Reakciói
Mint minden perjodát, a perjódsav is felhasználható különböző 1,2-difunkciós vegyületek felhasítására (Malaprade-reakció). Ezek közül az egyik legnevezetesebb a vicinális diolok két aldehidre vagy ketonra történő hasadása.
Ez a reakció felhasználható a szénhidrátok szerkezetének meghatározására, mivel a perjódsav fel tudja nyitni a szacharidok gyűrűit. Ezt az eljárást gyakran használják a szacharidok fluoreszcens vagy más molekulával, például biotinnal történő megjelöléséhez. Mivel a reakciót vicinális diolok adják, a perjodátos oxidációt gyakran felhasználják az RNS 3′-végének szelektív megjelölésére (a ribóz vicinális diol, ugyanakkor a DNS-ben levő dezoxiribózban nincs vicinális diol funkció).
A perjódsavat ezen kívül közepes erősségű oxidálószerként is használják.

## Más oxosavak
A perjódsav egyike a jód oxosavainak, melyekben a jód oxidációs száma +1, +3, +5 vagy +7 lehet. A jódnak számos semleges oxidja is létezik.
| A jód oxidációs száma | −1             | +1           | +3       | +5     | +7              |
| Név                   | hidrogén-jodid | hipojódossav | jódossav | jódsav | perjódsav       |
| Képlet                | HI             | HIO          | HIO2     | HIO3   | HIO4 vagy H5IO6 |

## Fordítás
- Ez a szócikk részben vagy egészben  a   Periodic acid című angol Wikipédia-szócikk ezen változatának fordításán alapul.  Az eredeti cikk szerkesztőit annak laptörténete sorolja fel. Ez a jelzés csupán a megfogalmazás eredetét és a szerzői jogokat jelzi, nem szolgál a cikkben szereplő információk forrásmegjelöléseként.